# مرلین استون
مرلین استون (انگلیسی: Merlin Stone; ۲۷ سپتامبر ۱۹۳۱ – ۲۳ فوریهٔ ۲۰۱۱) مؤلف، مجسمه‌سازی، استاد اهل ایالات متحده آمریکا بود.